# Basacato del Oeste
Basacato del Oeste es una localidad ubicada en la isla de Bioko (Guinea Ecuatorial) perteneciente al municipio de Luba.
- Datos: Q106554837